# Sua Pan
Sua Pan är en sänka i Botswana.   Den ligger i distriktet Central, i den centrala delen av landet, 400 km norr om huvudstaden Gaborone. Sua Pan ligger 903 meter över havet.
Terrängen runt Sua Pan är mycket platt. Trakten runt Sua Pan är nära nog obefolkad, med mindre än två invånare per kvadratkilometer.. Det finns inga samhällen i närheten.
Trakten runt Sua Pan är ofruktbar med lite eller ingen växtlighet.